# Bad Company (film, 2002)
Bad Company är en amerikansk-tjeckisk långfilm från 2002 i regi av Joel Schumacher, med Anthony Hopkins, Chris Rock, Peter Stormare och Gabriel Macht i rollerna.

## Rollista
| Anthony Hopkins   | – Officer Oakes                |
| Chris Rock        | – Jake Hayes                   |
| Peter Stormare    | – Adrik Vas                    |
| Gabriel Macht     | – Officer Seale                |
| Kerry Washington  | – Julie                        |
| Adoni Maropis     | – Jarma / Dragan Henchman #1   |
| Garcelle Beauvais | – Nicole                       |
| Matthew Marsh     | – Dragan Adjanic               |
| Dragan Micanovic  | – Michelle 'The Hammer' Petrov |
| John Slattery     | – Roland Yates                 |
| Brooke Smith      | – Officer Swanson              |
| Daniel Sunjata    | – Officer Carew                |
| DeVone Lawson Jr. | – Officer Parish               |
| Wills Robbins     | – Officer McCain               |
| Marek Vasut       | – Andre                        |